# Montserrat Cervera i Millet
Montserrat Cervera i Millet   (Santiago de Cuba, 1927 - 12 d'octubre de 2020) fou una violinista i professora de música catalana.
Montserrat Cervera va néixer a Santiago de Cuba el 1927 en el si d'una família d'actors catalans de gira. La seva família va tornar a Catalunya quan tenia quatre anys. Montserrat Cervera va estudiar violí amb Joan Massià i George Enescu. El 1951 va ser cofundadora del conjunt de corda I Musici a Roma. Amb aquest conjunt va anar de gira i va efectuar enregistraments. El 1963 va fundar el Quartet Brahms de Roma amb el seu germà Marçal Cervera. Montserrat Cervera va combinar les seves activitats de concert amb una posició docent al Conservatori de Música Santa Cecília de Roma.
El seu fill Marco Fiorini és un violinista actualment integrat al Quartetto di Roma.